# Uhler
Uhler ist eine Ortsgemeinde im Rhein-Hunsrück-Kreis in Rheinland-Pfalz. Sie gehört der Verbandsgemeinde Kastellaun an.

## Geographie
Uhler liegt auf einem Höhenrücken zentral im Hunsrück, etwa zwei Kilometer nördlich der Hunsrückhöhenstraße.
Zu Uhler gehören auch die Wohnplätze Gräfenmühle, Junkersmühle, Neumühle und Sulzmühle.

## Geschichte
Uhler wurde im Jahre 1200 erstmals in einer Urkunde der Reichsabtei St. Maximin in Trier erwähnt. Um das Jahr 1310, nach neueren Erkenntnissen des Landeshauptarchiv Koblenz wohl 1330–1335, wird der Ort unter dem Namen Owilre im Sponheimischen Gefälleregister der Grafschaft Sponheim genannt. Uhler gehörte zum dreiherrischen Beltheimer Gericht.
Mit der Besetzung des linken Rheinufers 1794 durch französische Revolutionstruppen wurde der Ort französisch, 1815 wurde er auf dem Wiener Kongress dem Königreich Preußen zugeordnet.
Nach dem Ersten Weltkrieg zeitweise französisch besetzt, ist der Ort seit 1946 Teil des Landes Rheinland-Pfalz.

## Kirche
Die evangelische Kirchengemeinde Bell-Leideneck-Uhler bestand seit dem 1. Januar 2016 aus den bisher selbständigen evangelischen Kirchengemeinden Bell, Leideneck und Uhler, die schon ab 2009 pfarramtlich verbunden waren.
Seit dem 1. Januar 2019 gehört die Kirchengemeinde Bell-Leideneck-Uhler zur evangelischen Kirchengemeinde Zehn Türme. Diese bildete sich aus der Fusion der bis dahin selbstständigen Kirchengemeinden Bell-Leideneck-Uhler, Riegenroth, Gödenroth-Heyweiler-Roth und Horn-Laubach-Bubach.

## Politik

### Bürgermeister
Ortsbürgermeister ist Hans Herbert Laux. Bei der Kommunalwahl am 26. Mai 2019 wurde er in seinem Amt bestätigt.
Er wurde im Juni 2024 wiedergewählt.

### Wappen
| Wappen von Uhler | Blasonierung: „Unter einem in zwei Reihen rot-silbern geschachten Schildhaupt in Silber eine eingebogene rote Spitze, darin ein silbernes Hifthorn. Vorn ein halber schwarzer Adlerflug nach rechts, hinten ein durchgehendes rotes Kreuz.“                                                                                |
| Wappen von Uhler | Wappenbegründung: Das Wappen erinnert an die Herren des Dreiherrischen Gerichts in Beltheim. Das Schildhaupt an die Grafen von Sponheim, das rote Kreuz an die Herrschaft von Kurtrier und das silberne Hifthorn an die Edelherren von Braunshorn. Den schwarzen Flügel trug das Rittergeschlecht der Keyser von „Owilre“. |